# Знаменское (Болховский район)
Знаменское — деревня в Болховском районе Орловской области. Входит в состав Новосинецкого сельского поселения. Население — 142 чел. (2010).

## География
Деревня находится в северной части области, в лесостепной зоне, в пределах центральной части Среднерусской возвышенности. Расположена на берегу реки Снытка рядом с деревней Федосеевка.
Уличная сеть представлена шестью объектами: Комсомольская улица, Центральная улица, Школьная улица, Почтовая улица, Молодежная улица и Центральный переулок.
Географическое положение: в 15 километрах к югу от районного центра — города Болхов, в 38 километрах к северу от областного центра — города Орёл и в 291 километре от столицы — Москвы.
Часовой пояс
Деревня Знаменское, как и вся Орловская область, находится в часовой зоне МСК (московское время). Смещение применяемого времени относительно UTC составляет +3:00.
Климат близок к умеренно-холодному, количество осадков является значительным, с осадками даже в засушливый месяц. Среднегодовая норма осадков — 627 мм. Среднегодовая температура воздуха в Болховском районе — 5,1 °C.

## Население
Проживают (на 2017—2018 гг.) 158 жителей, 17 чел. — до 7 лет, 18 чел. — от 7 до 18 лет, 44 чел. — от 18 до 30 лет, 35 чел. — от 30 до 50 лет, 28 чел. — от 50 до 60 лет и 16 чел. — старше 60 лет.
| 2002 | 2010 |
| ---- | ---- |
| 153  | ↘142 |

Гендерный состав
По данным Всероссийской переписи населения 2010 года в гендерной структуре населения мужчины составляют 48,6 % (69 чел.), женщины — 51,4 % (73 чел.).

## Инфраструктура
В деревне есть образовательная школа, магазин, библиотека, фельдшерско-акушерский пункт и сельский дом культуры.

## Транспорт
Подъездная дорога от автодороги Орёл — Болхов.